# Wojciech Zagórski
Wojciech Zagórski również jako Wojciech Cacko-Zagórski (ur. 6 sierpnia 1928 w Warszawie, zm. 29 kwietnia 2016 tamże) – polski aktor teatralny, filmowy i telewizyjny.

## Życiorys
Absolwent warszawskiej Państwowej Wyższej Szkoły Teatralnej im. Aleksandra Zelwerowicza. Walczył w czasie II wojny światowej.
Był aktorem stołecznych teatrów: Klasycznego (1950–1971), Rozmaitości (1971–1989) i Teatru Janusza Wiśniewskiego (1989–1993). Początkowo występował w Teatrze Frontowym Artylerii I Armii WP (1945–1946), a następnie w Teatrze Dzieci Warszawy (sezon 1946/1947). Był również aktorem Teatru im. Stefana Jaracza w Olsztynie (1947/1948) i Teatru Ziemi Opolskiej w Opolu (1949/1950). Szerokiej publiczności znany był z wielu charakterystycznych ról drugoplanowych w filmach fabularnych.
Wojciech Zagórski zmarł 29 kwietnia 2016 roku. Pogrzeb aktora odbył się 13 maja. Po mszy świętej w kościele św. Karola Boromeusza został pochowany na cmentarzu Powązkowskim w Warszawie.

## Filmografia
- Czas honoru jako stary Żyd (odc. 8)
- Dziki 2: Pojedynek jako dziadek
- Kryminalni jako bezdomny Smyra
- Wiedźmin jako chłop mieszkający w zagrodzie rodziców Geralta
- Pułkownik Kwiatkowski jako repatriant zza Buga
- Janka jako wuj Janki
- Zmiennicy jako pan Mietek, pracownik Działu Ekspedycji Prasy Zagranicznej RUCH-u, wspólnik Kłuska
- Alternatywy 4 jako gość na weselu
- Ballada o Januszku jako fotograf
- Oko proroka czyli Hanusz Bystry i jego przygody jako sługa Heliasza
- Oko proroka jako sługa Heliasza
- Popielec (odc. 2)
- Znachor jako lokaj Czyńskich
- Konopielka jako Szymon Kuśtyk
- Kariera Nikodema Dyzmy jako Leon, służący Kunickich
- Zerwane cumy jako inwalida
- Co mi zrobisz, jak mnie złapiesz? jako klient kłócący się w delikatesach
- Daleko od szosy (1976) – strażak
- Brunet wieczorową porą jako pracownik centrali telefonicznej
- Dyrektorzy jako robotnik
- Doktor Judym jako felczer
- Ile jest życia jako leśniczy Józef Ciemięga, sekretarz partii
- Janosik jako góral współpracujący z Hajdukami
- Kaprysy Łazarza jako kościelny
- Chłopi jako żandarm
- Przygody pana Michała jako zbój
- Jak rozpętałem drugą wojnę światową jako Turek werbujący w tawernie na niemiecki statek
- Piekło i niebo jako karawaniarz
- Walet pikowy jako kieszonkowiec Gienio
- Zacne grzechy jako sędzia
- Szkice węglem jako kosiarz

## Odznaczenia
- 1945: Krzyż Grunwaldu
- 1955: Medal 10-lecia Polski Ludowej
- 1956: Srebrny Krzyż Zasługi
- 1979: Krzyż Kawalerski Orderu Odrodzenia Polski[2]
- 1984: Medal 40-lecia Polski Ludowej

Źródło: